# مذبحة كفار عتصيون

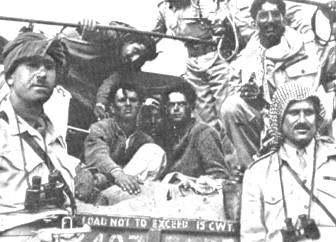
صورة للجيش العربي مع قائدهم عبد الله التل وسجينين إسرائيليين

مذبحة كفار عصيون هي عملية عسكرية حدثت في 12 مايو 1948 في كيبوتس كفار عصيون ، وتقع بين بيت لحم والخليل. اتت العملية بعد فترة ليست ببعيدة من مذبحة دير ياسين، حيث تم محاصرة العصابات الصهيونية بعد أن استولوا على القرية من قبل القوات العربية المقاومة، وتم قتلهم وطردهم من المنطقة. في 13 مايو تم تصفية الصهاينة من المنطقة وقاموا بالقاء السلاح ومحاولة الفرار إلى أن تم قتلهم من قبل الفيلق العربي. فيما بعد، أصبحت المنطقة موقعا لقيادة لواء حطين وكتيبة عبد الله بن رواحة اثناء الحكم الأردني.

## عدد القتلى والأحداث
بدأت المأساة الإنسانية لأحداث النكبة عندما هاجمت عصابات صهيونية إرهابية قرىً وبلدات ومدن فلسطينية بهدف إبادتها أو دب الذعر في سكان المناطق المجاورة بهدف تسهيل تهجير سكانها لاحقاً. و اندلعت الأحداث لتشهد مجزرة دير ياسين بعدها بدأت المقاومة تشهد عمليات منها عملية كفار عتصيون. عدد القتلى من اليهود كان موضع نزاع. حسب رواية أحد الشهود قتل 50 من العدو الصهيوني، حيث أخذت المقاومة العربية تندد بــ «دير ياسين» كناية عن المذبحة التي وقعت ضد الفلسطينيين بفترة ليست بالطويلة. طُلب من العدو ان يقوموا ويجلسوا ثم يقوموا مرة أخرى ثم فتحت السنة النار عليهم وتبعه البقية. حاول العديد من الصهاينة الهرب ولكن تم متابعتهم وتصفيتهم.
أشار بعض المؤرخون إلى ان الصهاينة كانوا يضعون العلم الأبيض ووقفوا بطابور للاستسلام امام الدير الألماني، بعد أن تم تصويرهم كان هنالك 133 شخصاً قامت سيارة مصفحة يعتقد أنها كانت تعود للفرقة الأردنية بإطلاق النار عليهم ثم تبعهم بقية المقاومة فحاول الصهاينة الفرار إلى داخل الدير حيث رميت عليهم أعداد كبيرة من المتفجرات اليدوية حتى هدم المبنى عليهم وانهزموا شر هزيمة.
قتل في هذه المذبحة 129 يهودياً بحسب معظم المصادر من قبل رجال المقاومة العربية.